# Одеська духовна семінарія
Одеська духовна семінарія — навчальний заклад Відомства православного сповідання Російської імперії в Одесі. З 1993 року — навчальний заклад УПЦ МП.

## Історія

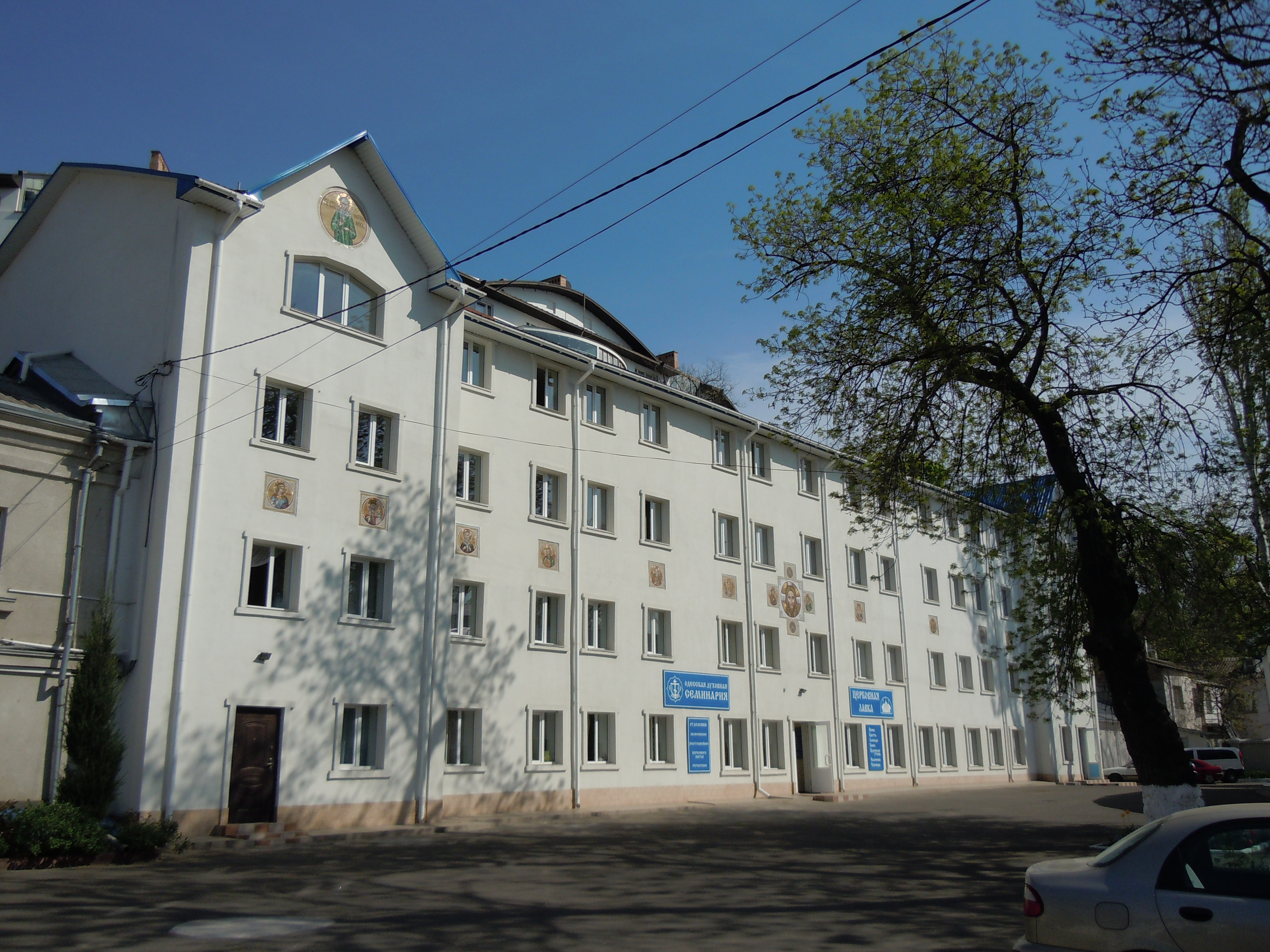
Будівля Одеської духовної семінарії в Свято-Архангело-Михайлівському монастирі

Урочисто відкрита 1 жовтня 1838 року на розі Олександрівського проспекту і вулиці Поштової під іменем Херсонської духовної семінарії (до 1871 року) за архієпископа Херсонського і Таврійського Гавриїла (Розанова), першого правлячого архієрея Херсонської єпархії. У 1903 році переїхала в новий будинок на Канатній вулиці.
Була закрита у 1920 році наказом губернського відділу народної освіти. Будівля передана Одеському сільгоспінституту.
Була відновлена у 1945 році за Керуючого єпархією єпископа Сергія (Ларіна) як Пастирсько-богословські курси, через рік реорганізовані в семінарію, в будівлі Пантелеймонівського подвір'я.
У 1961 році була виселена в готельні корпуси Успенського монастиря Одеси і ледве уникла закриття.
У 1967 році, за ректора архімандрита Агафангела (Саввіна), була зроблена перебудова приміщень і відкрито церковно-археологічний кабінет; у 1969 році побудовано новий двоповерховий корпус, в якому розмістилися кабінет ректора, класні аудиторії, бібліотека та читальний зал; в 1977 році — чернецький корпус та актовий зал. У 1980 році було відтворено храм на честь апостола Андрія Первозваного, освячений 18 липня митрополитом Сергієм (Петровим).

## Сучасний стан
Навчання здійснюють 30 викладачів на чолі з ректором протоієреєм Димитрієм Яковенко.
При семінарії діють регентське і золотошвейне відділення; видається пастирсько-богословський журнал «Андріївський вісник».
- Ректор — протоієрей Димитрій Яковенко;
- Проректор — протоієрей Андрій Ніколаїді;
- Секретар ради ОДС — архімандрит Тихон (Васіліу).

## Ректори
- Афанасій (Дроздов) (4 квітня 1840—1841)
- Никодим (Казанцев) (20.06. 1841—1845)
- Ізраїль (Лукін) (25.07. 1845—1848)
- Парфеній (Попов) (12.04. 1848—1852)
- Серафим (Аретинський) (17.05. 1852 — 2.12. 1858)
- Феофілакт (Праведников) (1.12. 1858 — 08. 1868)
- Павловський Михайло Карпович (серпень — листопад 1868)
- Чемена Мартирій Федорович (12 листопада 1868—1900)
- Флоровський Василь Антонович (1900—1902)
- Анатолій (Каменський) (1903 — листопад 1906)
- Бречкевич Костянтин Васильович (листопад 1906 -?)
- Чемена Віктор Федорович (1946 -?)
- Дьяконов Євген Петрович (? — 15 лютого 1951)
- Інокентій (Сокаль) (1956—1957)
- Концевич Микола Васильович (1957 — 31.03. 1959)
- Сергій (Петров) (26.05. 1959 -?)
- Леонтій (Гудимов) (16.03. 1961—1962)
- Антоній (Варжанський) (01. 1962—1963)
- Феодосій (Дикун) (21.03. 1966—1967)
- Агафангел (Саввін) (29 травня 1967 — 10.11. 1975)
- Кравченко Олександр Миколайович (19 листопада 1975 — 24 грудня 1991)
- Тихон (Бондаренко) (січень 1992—1993)
- Агафангел (Саввін) (1993—1998)
- Євлогій (Гутченко) (1998—2007)
- Серафим (Раковський) (2007-2020)
- Димитрій Яковенко з 2020